# Tito Esponja
Tito Esponja (Recreo, 6 de marzo de 1980) es un realizador audiovisual, autor y compositor de canciones, productor y difusor de su obra. Dedicado a viajar por diversas regiones y culturas, experimentando con los ritmos y melodías de sus folklores, fabrica instrumentos musicales con los que da forma a un trabajo mayormente audiovisual en el que prima la opinión, crítica con las estructuras del sistema y el funcionamiento de la economía.

## Biografía
Comienza su producción en enero de 2011 con un videoclip de animación en blanco y negro para el tema musical Cuatro enanos, sobre los límites establecidos por la propiedad de la tierra y sus guardianes. Para septiembre del mismo año presenta su primer largometraje Cantinelas a mi noentender, ópera contraproducente de dibujos animados con cuentos y canciones, que relata la historia del viaje del Pez y la Babosa en una superposición de pinturas en témpera, dibujos en un único trazo, fotografías de instrumentos y subtítulos y viñetas manuscritos que cuestiona la organización del mecanismo social y a sus integrantes. La película incluye en su edición en DVD, como videos extra, El mono y Tema do peão y ha sido exhibida en varios ciclos autogestionados de proyecciones a lo largo del territorio argentino.
Para la conmemoración del 1º de mayo del año siguiente muestra el cortometraje animado Carnero degollado, un videoclip enfocado al mundo laboral con siete variaciones de las cantinelas: Para, Tema del peón, Felicitaciones, Mi libertad, Todo lo que tengo, Las cosas del estado y La hormiga que no está. La nueva era, otra cantinela, se convierte para julio de 2012 en su primer video de imágenes filmadas, con un conejo guitarrista fluorescente y su grito contra las profecías de la joven esperanza metafísica. En diciembre de 2012 concluye la reedición de las Cantinelas a mi noentender, con los audios remasterizados y los gráficos mejorados para el estreno en internet, junto con el video de promoción Trailer de la ópera contraproducente, y genera una página que permite la descarga gratuita de la película completa y de todo su material de difusión. Antes del fin de año filma dos videos más: la cantinela Autopenitente, una sola secuencia con la vuelta manzana del ciudadano obediente y el nuevo tema musical Casa, plano fijo ante la lluvia de un niño decidido a no depender del techo familiar.
En enero de 2013 vuelve con el fotomontaje Tu condena, siniestro desarrollo de las advertencias legales al germen humano enclaustrado en un proyecto de vida. Para marzo del mismo año filma Como todos sabemos, cortometraje humorístico del personaje Pastillita, en un debate que arrastra la pertenencia nacional hasta situaciones límite y que tendría un par de secuelas: la discusión regionalista de Los dos tipos y una interpretación del progreso de los próceres en Diferencia. Más tarde volverá a la animación en Las aventuras del maestlo Saioyin, historieta monocromática que conecta el mito de la antigua sabiduría con los desarrollos tecnológicos modernos, basada en las experiencias de viaje como vagabundo del historiador y escritor Bi Lee, y en La evolución para Alberto donde analiza los cálculos de un albañil que intenta administrar los recursos de toda su vida en el día de su cumpleaños. En julio de 2013 edita Alfabéticamente ordenados, un disco de audio que compila las canciones de sus videoclips con temas nuevos y algunas reversiones. Para el final del año, en relación con los hechos acontecidos durante los saqueos en algunas ciudades de la Argentina, realiza su primer videoclip documental La reacción crónica, entremezclando imágenes y sonidos de los enfrentamientos con el tema La señora, audio original de las Cantinelas a mi noentender.
A principios de 2014 retoma su producción con una reinterpretación del clásico encuentro del escorpión y la rana en Fábula del escopión y la totuga, tergiversando el sentido original de la historia para indagar en la naturaleza de los individuos, y para abril lanza su segundo material discográfico Cuestiones de interés público donde retoma las temáticas del trabajo, el progreso y la propiedad.
En 2015 remasteriza todos sus videos y cortometrajes, y los compila en una edición programada como Las pantallas de Tito Esponja para la que realiza un video cronológico con el tema El robot fantasma del disco Alfabéticamente ordenados.
Para el 29 de febrero del bisiesto 2016 presenta el disco Cumbia de Lamala con la banda Pepe Lamala y Los Legítimos Herederos de la Minusvalía, en el que participa como diseñador, productor y autor de la mayoría de los temas. En este proyecto de cumbia testimonial, el compositor José Félix Lamala arregla e interpreta las canciones donde se ven reflejadas distintas situaciones del mundo laboral, en un video que muestra el desplazamiento de los instrumentos dentro de la estereofonía.
En 2017 vuelve a producir y diseñar un segundo disco de cumbia titulado La cumbia testimonial de José Félix Lamala del grupo Pepe Lamala y Las Dos Cruces, en un trío de voz, cuatro y bajo con todos temas propios del intérprete, donde se avanza en el cuestionamiento a las leyes y a sus instituciones. También reversiona las Cantinelas, su ópera prima de animación, con el mismo material audiovisual de la película original pero al doble de velocidad, reduciendo así la duración del largometraje a la mitad, en el experimento cinematográfico Cantinelas a mi noentender 2x La traición del tiempo. Por otra parte, edita la tesis del investigador y revisionista del derecho pedagógico Rene Mostrenco, Los niños y la autogestión de su entendimiento político, en la que el autor realiza un análisis crítico de los proyectos educativos considerando que las antiguas educaciones como las modernas, las públicas como las privadas, colocan al niño como un recurso humano para el desarrollo, para que sea funcional a un sistema operativo predeterminado y para que se lo pueda utilizar como una herramienta, como un instrumento. En el documental jurídico del mismo nombre difundido por la editorial El Bozal de la Lógica, en cuyo audio aparece el mismo Mostrenco presentando la tesis en la Facultad de Ciencias de la Educación de la Universidad Mayor de San Andrés, son superpuestas las opiniones del redactor con los textos originales de la Ley 1420 de Educación Común en la Argentina, de la Declaración de los Derechos del Niño de las Naciones Unidas y del léxico de la Real Academia Española.

## Filmografía
- Cuatro enanos (2011, videoclip animación)
- Cantinelas a mi noentender (2011, animación)
- El mono (2011, videoclip animación)
- Tema do peão (2011, videoclip animación)
- Carnero degollado (2012, videoclip animación)
- La nueva era (2012, videoclip)
- Trailer de la ópera contraproducente (2012, animación)
- Autopenitente (2012, videoclip)
- Casa (2012, videoclip)
- Tu condena (2013, videoclip fotomontaje)
- Como todos sabemos (2013, cortometraje)
- Las aventuras del maestlo Saioyin (2013, cortometraje animación)
- Los dos tipos (2013, cortometraje)
- La evolución para Alberto (2013, cortometraje animación)
- Diferencia (2013, cortometraje)
- La reacción crónica (2013, videoclip documental)
- Fábula del escopión y la totuga (2014, cortometraje animación)
- Las pantallas de Tito Esponja (2015, animación)
- Cantinelas a mi noentender 2x La traición del tiempo (2017, animación)
- Los niños y la autogestión de su entendimiento político (2017, documental jurídico, con Rene Mostrenco)

## Discografía
- Alfabéticamente ordenados (2013)
- Cuestiones de interés público (2014)
- Cumbia de Lamala (2016, con Pepe Lamala y Los Legítimos Herederos de la Minusvalía)
- La cumbia testimonial de José Félix Lamala (2017, con Pepe Lamala y Las Dos Cruces)